# SDガンダムフォース絵巻 武者烈伝 武化舞可編
SDガンダムフォース絵巻 武者烈伝 武化舞可編（エスディーガンダムフォースえまき むしゃれつでん ぶかぶかへん）は、武者ガンダムシリーズの第16作である。

## 概要
『SD戦国伝 武者七人衆編』のリメイク版。武者七人衆の名前とデザインを継承した光の七人衆が登場、設定上は武者七人衆の子孫である。一方で『武者○伝』からのコミカルキャラクター路線も引き継いでおり、光の七人衆の子供たちである烈火隊が本作の主人公である。
『武者七人衆編』のリメイク的作品でありつつ、遥か未来の子孫たちの活躍を描いた作品であり、上記の七人衆をはじめとし敵味方それぞれ先祖の面影を色濃く残すキャラクターが登場する。人物設定は基本的に過去のものを踏襲しながらも、厳密には別人であるため、細かな部分で違いが存在するのはそのためである。例外的に機動武者 烈火大鋼と『武者烈伝・零』に登場する頑駄無真悪参（騎士ガンダム）のみかつてのキャラクターと同一の存在である。登場人物のモチーフは『武者七人衆』と同様だが、『機動戦士ガンダムF91』『機動戦士Vガンダム』『機動新世紀ガンダムX』『∀ガンダム』の兵器に加え、『ガンダム・センチネル』『機動戦士ガンダム シルエットフォーミュラ91』『機動戦士クロスボーン・ガンダム』などのKADOKAWA出典のガンダムシリーズの兵器をモチーフにしたものが多く登場している。
『武者○伝』ではコミックボンボンを主軸に展開していたが、本作からは再びBB戦士付属の『コミックワールド』でも本編の物語が描かれるようになり、コミックワールドは超機動大将軍編以来9作品ぶりに今石進が担当している。しかし、両者の間では設定やストーリーが大幅に異なっている。また、本編の前日談として漫画『武者烈伝・零』が月刊ホビージャパンで連載された（後述）。
本シリーズと前後して展開していたアニメシリーズ『SDガンダムフォース』との関連性は特に語られなかったが、登場人物の風貌や『武者烈伝・零』における騎士ガンダムの登場など、クロスオーバー構想の名残を見ることが出来る。このほか実現は叶わなかったものの、構想段階ではコマンドガンダムの登場も検討されていたようである。また前作の武者○伝IIIのラストでは武化舞可が一コマのみ登場しており、本作は武者○伝シリーズの後日談に当たることが示唆されている。
二年目の構想として、武者烈弩頑駄無（レッドウォーリアがモデル）となった烈丸が主人公の物語が企画されていたが実現にはいたらなかった。
親武者は、製作者曰く「SDガンダムでのマスターグレードを目指した」とされており、当時のBB戦士シリーズの傾向であった2.5～3頭身プロポーション化が推し進められ、それに伴い四肢の可動部が増やされており、従来のBB戦士以上にポーズに表情がつけられるように工夫されている。特に胴体と足首の間にボールジョイントにより自由に可動するスネパーツが挟まれるのが旧シリーズとの大きな違いであるといえる。月刊ホビージャパンではオリジナルストーリーの展開と共に、旧シリーズのキットを改造した作例が多数製作された。
しかし結果的に売り上げは低調となり、少年忍者 隠丸、鬼面武者 凄丸が発売中止となった。本来子武者のキットに入るはずであった残りの武化舞可の俊脚と武化舞可の鉄拳の武化舞可の武具を苦肉の策として剛熱機械師 駄舞留精太に付属させるなどして対応がなされた。

### 武者烈伝・零
コミックワールド版『武化舞可編』の前日談となるストーリー。コミックボンボン版とは矛盾する部分がいくつか存在する。カラー見開き2ページ構成で、コミックワールドを意識したデザインとなっている。光の七人衆が主人公であり、この他にも『武者七人衆編』のリメイクキャラクターが多数登場している。

### 頑駄無 異歩流武../十四（GUNDAM EVOLVE../14）
GUNDAM EVOLVEシリーズの一篇として製作されたCGアニメ作品。烈火武者頑駄無をモチーフに一式まさとの手によって設定をリファインしたオリジナルストーリー（なお、一式は前作の武者○伝シリーズに引き続き、本作の漫画の作画を担当している）。のちにプラモデル化もされた。当初『武化舞可編』との直接的なリンクがないアナザーストーリーとされていた物語だったが、後日談としてコミックボンボンに読みきりで掲載されたコミック作品『頑駄無大将軍 頑駄無異歩流武版 光の鎧編』において、『風林火山編』の前日談にあたるインサイドストーリーであるという位置づけがなされているが、荒五郎（後の武者荒駆主）の扱いなど『風林火山編』の本来の設定とは矛盾する部分が多々ある。

## 登場人物
括弧内はモチーフとなった兵器・キャラクター。ただし、モチーフについて公式には発表されていないので諸説あるが、基本的に親の機体のバリエーションないし系列機がメインになっていると考えられる。
コミックボンボン（漫画版）・零・コミックワールド版それぞれで基本の設定が異なるので、そのあたりは注意する事。

### 頑駄無軍団

#### 烈火隊
光の七人衆の息子および、外部組織の父を持つ子武者で構成されている。
リーダーは主人公である烈丸。
少年武者 烈丸（レツマル）
続柄＝父・烈火武者頑駄無。叔父・農丸頑駄無。従兄弟・隠丸。
武化舞可の號刀を持つ。コミックワールド版とボンボン版では性格が異なり、さらに零では母親が違う。一人称はコミックワールド版では「おいら」だが、ボンボン版では「おれ」になっている。また、ボンボンに掲載されていた予告漫画では語尾に「～っちゃ」を付けて喋っていた。
父親の呼び方は、漫画版が「親父」、零が「父上」。
武器は炎の小刀。
BB戦士 No.265。
烈丸 握締武（アクティブ）
コミックボンボン版オリジナル形態。黒須暴隠島に潜入時の装備。兜には通信機が内蔵されており、全身に隠し装備を持つ。主装備は忍者刀とタネガシマコンパクト軽戦。
猛打将 烈丸（モウダショウ　レツマル）
コミックボンボン版オリジナル形態。逞鍛の死に怒る斎造と合体した姿。必殺技は唐突奥義極 紅連刀修羅武（グランドスラム）。
少年剣士 嵐丸（ランマル）
続柄＝父・精太頑駄無。母＝女足。
異国（影幻乱夢）の血が流れるクォーター。武化舞可の覇兜を持つ。コミックワールド版とボンボン版では前髪の長さが異なる。一人称はコミックワールド版では「それがし」だが、ボンボン版では「ぼく」になっている。
父親の呼び方は「父さん」。
武器は暁の竹刀。
BB戦士 No.270。
少年法師 霧丸（キリマル）（Hi-νガンダム）
続柄＝義父・仁宇頑駄無。
武化舞可の天翼を持つ。ボンボン版ではやさしい性格だが激怒すると口調が荒くなる。その状況を見た烈丸曰く「霧丸じゃなくて、キレ丸だろう」とのこと。
理由は不明だが養子。父親の呼び方は「導師」と書いて「ちちうえ」と読む。
モチーフは両肩の形状の酷似よりΞガンダム、あるいは翼の形状の酷似よりフリーダムガンダムに間違われやすいが、商品箱裏の4コマではそれを踏まえた上でHi-νガンダムであると本人自ら明言している。
武器は子龍の錫杖。
BB戦士 No.274。
幼年軍師 雷丸（イカヅチマル）（ΖΖガンダム、江須形態：Sガンダム、殊闘雷火形態：ディープストライカー）
続柄＝父・駄舞留精太頑駄無。兄弟・年の離れた兄五人。
まだ赤ん坊だが高い知能を持つ。武化舞可の大砲と鎧甲を持つ。戦闘時は機巧甲冑（パワーローダー）を装備して江須形態や殊闘雷火形態（ストライカーモード）となる。サポートメカの三輪爆車＜さんりんバイク＞に江須状態のパーツを装備することで武者三輪爆車となる。一人称はコミックワールド版では「ぼく」、ボンボン版では「わがはい」。
父親の呼び方は「おとう」。
武器は銃剣・稲妻＜じゅうけん・いなずま＞と大鉞砲＜マサカリキャノン＞
BB戦士 No.277。
少年忍者 隠丸（カクレマル） / 少年武者 劣丸（レツマル）
続柄＝父・農丸頑駄無。伯父・烈火武者頑駄無。従兄弟・烈丸。
武化舞可の俊脚を持つ。仲間がピンチの時にはモノアイ姿に変装して助けに現れるが、周囲はみな正体に気づいていた。烈丸とは父親同士が双子の兄弟で烈火隊唯一の血縁関係者である。コミックワールド版には未登場で商品箱裏の4コマにのみ少年武者 劣丸として登場。その際ワールドの設定として「烈丸は双子だった」という謎の文面がついている。
当初はBB戦士化も予定されていたが、中止となった。
鬼面武者 凄丸（スサマル）（フリント）
続柄＝父・鋭駆主。
自分と母を捨てた逆伐に復讐するため武化舞可を集めていた。武化舞可の鉄肩を持つ。コミックワールド版には未登場で商品箱裏の4コマのみ登場。
当初はBB戦士化も予定されていたが、中止となった。
自無助（ジムスケ）
烈丸の幼馴染み。コミックボンボン版のみ登場。
光の旗主 自無助（NT試験用ジム・ジャグラー）
自無助が武者軍団の暴留兵と合体した姿。雷丸によれば、自無助の仲間を救いたいという心が新たな力を呼んだとのことだが、詳細は不明。子武者たちを武化舞可と一体化させる能力を持つ。
斎造（サイゾー）
続柄＝両親・逞鍛(製造者)/斎胡頑駄無(母体)。義父・烈丸。
鉄機武者の少年。光の七人衆・斎胡の子(後継機)。
コミックボンボン版では刃斬無将軍が砕虎魔亜屈の素体として、砕け散った斎胡の頭部パーツから造り上げた鉄機武者で、起動して最初に見た烈丸を父親として認識した。
コミックワールド版では斎胡の鉄機心得に結晶鳳凰が宿り誕生し、農丸に育てられた。
父親の呼び方は烈丸が「オトーサン」、逞鍛が「チチ」。烈火武者は「ジーチャン」。
BB戦士では斎胡とセット。

#### 光の七人衆
リメイク前と違い、今作では七人衆は子供ないし後を継ぐ養子(仁宇)、後継者(摩亜屈)、後継機(斎胡)がいるという設定がなされている。
設定が微妙に異なるため、後続の零は別に説明する。
烈火武者頑駄無（武者頑駄無）
光の七人衆のリーダー。邪悪武者との戦いで死亡するが、魂が大鋼と一体化して烈火大鋼となった。八紘の陣により烈火頑駄無大将軍となり、自らを犠牲にして闇を封じた。
コミックワールド版でも一度死亡するが、最終的には存命している。
旧版（武者七人衆編）の意匠はあくまでプラモ狂四郎版武者ガンダムのSD仕様であり、厳密にはRX-78ガンダムの武者バージョンではなかったのだが、今回はRX-78ガンダムをモチーフにリメイクが図られている。これに伴い、旧版では「武者」とされていた名称から「頑駄無」へと変化している。その為か、後述する隠密忍者 農丸にはどちらかというとRX-78の武者バージョン的な意匠は抑えられ、むしろ旧版の農丸が持っていたキャラクター性を大きく反映させたかたちとなっている。
武器は烈火刀、閃光の薙刀、新タネガシマ。
BB戦士 No.267。
新烈火武者頑駄無 （RX-78ガンダム/ロールアウトカラー+新荒烈駆主）
『零』において八紘の陣でパワーアップした姿。「新」は「ネオ」と読む。怒りのスーパーモード「烈怒之陣」となる。本来の甲冑の上に「炎凰の神器」を纏っている。この神器はかつて武神「炎凰」が纏っていたとされる神器で、その状況に応じ様々な形態をとる。頑駄無が纏った際には、かつて『天下統一編』において武者荒烈駆主が纏い新荒烈駆主となった「地帝の神器」に酷似した形状となった。吏偶遮光や物の怪と戦った。戦後、光凰と結婚する。
烈火頑駄無大将軍 / 真・烈火頑駄無大将軍
烈火武者が八紘の陣によりパワーアップした姿。
BB戦士では、各武化舞可の武具を装備させることで烈火頑駄無大将軍が、さらに斎胡に付属の結晶鳳凰を取り付けることで真・烈火頑駄無大将軍が再現可能。

疾風剣豪 精太（ゼータ） / 二代目将頑駄無（精太：精太 / 二代目将頑駄無：二代目将頑駄無）
騎馬軍団・百騎組の頭領で、頑駄無軍団の参謀格。影幻乱夢（エイブラム）とのハーフ。愛馬・疾風号と合体して超人馬形態（ケンタウロススペシャル）となる。
こちらも旧七人衆編では脚部がRX-78のものであるプラモ狂四郎版武者ΖガンダムのSD仕様だったものが、新たに本来のΖガンダムをモチーフにした意匠へと再解釈がはかられている。
武器は赤龍剣、破邪の弓、龍爪の矢。
BB戦士 No.271。
龍神導師 仁宇（ニュー）（仁宇）
龍神を操る法術師。ボンボン版では三軍鬼に立ち向かった養子の霧丸を感慨深げに見守りながらも心配で見に行くなど過保護な面を見せた。
『零』では法術能力の高い龍神に変化したまま戦った。
武器は扇子龍＜ファンネル＞と激龍槍。
BB戦士 No.275。
剛熱機械師 駄舞留精太（ダブルゼータ）（駄舞留精太+フルアーマーΖΖガンダム+ガンパンツァーΖΖ）
頑駄無軍団のカラクリ師。雷丸以外にも五人の子供がいる。雷丸と合体して目牙乱散破天（メガランチャー）形態となる。
『零』ではコミックボンボンでは所在不明だった残りの子供が登場する。五つ子の模様。
武器は目牙爆通火＜メガバズーカ＞と剛熱刀。
BB戦士 No.278。付属の武化舞可の俊脚と武化舞可の鉄拳は本来、隠丸と凄丸に付属される予定であった。
隠密忍者 農丸（ノーマル）（農丸+隠密副将軍）
忍者軍団の頭領であり、烈火武者頑駄無の双子の弟。コミックワールド版第二部の実質的な主人公。
『零』では隠密頑駄無として登場。烈火武者の鎧を装着し、兄の影武者として活動することもあった。また、眼帯はコミックワールド版では先祖同様、鎧を纏ったときに着用するが、コミックボンボン版では完全に隻眼となっている。
かつての『武者七人衆』における農丸（天地大河スペシャル）に相当するキャラクターだが、鎧のデザインはのちに『風林火山編』にて農丸が出世した副将軍時代の物のリメイクの色合いが強い。また、ボンボン版では連載初期の鎧はGP-01Fbをモチーフにしたものだった。
武器は銃剣・矢威刃、水蜘蛛、仕込み銃・シグマと仕込み分銅・忍と仕込み刀・月光と仕込み鋏・射導＜シャドー＞の4つを合わせた四刃剣、大独楽手裏剣＜オオゴマシュリケン＞。
BB戦士 No.279。
初代天翔狩人 摩亜屈（マークツー）（摩亜屈+隼頑駄無 / 高速戦闘形態：スーパーガンダム / 超武者大鷲形態：Gフライヤー）
飛行能力を持つ武者。烈伝開始前に他界しており、コミックボンボン版では何時どのように亡くなったかは書かれていない。『コミックワールド』劇中にて「悪無覇域夢山で死んだ遮光の怨念を・・・」という台詞が存在し（遮光自身はコミックワールドには一度も登場していない）、少なくともコミックワールドの世界では『零』の設定が用いられているのが分かる。
頑駄無、精太同様、旧版ではプラモ狂四郎版武者ガンダムMk-IIのSD仕様だったものが、本来のMk-IIを基にした意匠へと再解釈がはかられている。
『零』では悪無覇域夢山での遮光との戦いで死亡した。高速戦闘形態や超武者大鷲形態（スーパームシャイーグルモード）に変形する。
BB戦士では摩亜屈の色の塗り替え+多少の改造により再現可能。
天翔狩人 衛有吾（エウーゴ） / 天翔狩人 摩亜屈(二代目) / 黒の騎兵（摩亜屈、ガンダムMk-II (エゥーゴ仕様)、黒の騎兵：闇騎士ガンダムマークII）
摩亜屈の末弟。摩亜屈の名は相伝のものらしく、烈伝本編ではいまだ逞鍛・衛有吾どちらが受け継ぐか決まっていなかったが、最終的に彼が受け継ぐ事となった。コミックボンボン版では一時期黒の騎兵と名乗り、烈丸らを助けた。
『零』では長兄の死以降、己を鍛えるために修行していたが、鋭駆主に強襲され、武化舞可の鉄肩を奪われてしまう。頑駄無軍団を裏切ったと思われていたが、実は逞鍛の変装であり、本人はその後の刃斬武将軍との戦いで復活する。
長兄と違い、逞鍛・衛有吾のマスクにはスリットがない、いわゆる「Ζ顔」である。これはプラモ狂四郎版武者Mk-IIを元にした旧版摩亜屈の特徴を受け継いだもの。事実上、「摩亜屈の息子」が登場しない為に彼が他の「七人衆の息子」と同じポジションに当てはまる事となる。
武器は空刃、天刃、大鷲突銃＜イーグルトップ＞、グレネード弾。
BB戦士 No.282。
鉄機武者 斎胡（サイコ）（斎胡 / 武者猛牛：武者バイソン / 武者要塞：サイコガンダム (MA形態) / 武者巡洋艦：ガンクルーザーMk-I (MA形態)）
駄舞留精太が造り上げた鉄機武者。摩亜屈に成り済ました逞鍛に斬られ爆散してしまった。理由について、リメイク前を含む本作品の状況から「発掘兵器」のメインシステムを駄舞留精太が発見、自作したボディと融合させる事で現在の姿として完成、後述する逞鍛が他の「発掘兵器」(ボディ)と合体させ、本来の姿へと戻す為に切った物だと思われる。
シリーズ展開内にて、本来の用途である制御装置『素体・零』として改造(詳しくは烈火隊・サイゾーの項目参照)。後に鉄機心得から斎造を分離。オリジナルボディたる「発掘兵器」に搭載した事で復活を遂げた。武者猛牛（むしゃバイソン）、武者要塞（むしゃフォートレス）、武者巡洋艦（むしゃクルーザー）、地走龍砲機、飛装爆撃機などに変型する。各パーツは光の七人衆の装備にもなる。
『零』では鉄機心得が未完成のため、自我はあるものの戦闘面では駄舞留精太の命令なしでは動けなかった。
武器は回転機関砲、斎胡銃、胡散破天鎚矛、目牙弾丸、破砕刀・村雨。
BB戦士 No.284。

#### 百騎組
黄金剣士 百士貴（ヒャクシキ）（百士貴）
百騎組の副隊長。悪沈一族出身で玖辺麗の遠縁。愛馬は目牙馬頭（メガバズ）。
漆黒忍者 百鬼丸（百鬼丸）
『零』にも登場。もともとは百士貴が忍装束を着た姿だったが、弟分の荷負（カプル）が跡を継ぎ、
これを着こなすようになった。
見習忍者 荷負（カプル）（カプル）
百士貴の弟分。
里空出伊亜姿四兄弟（リックディアス）（里空出伊亜姿）
百騎組の長男・駆我斗路（クワトロ・赤）、次男・阿歩吏伊（アポリー・青）、三男・鷺辺留斗（ロベルト・緑）、長女・江真（エマ・黄）の四兄弟。
名前の由来は、原作においてリック・ディアスに搭乗したパイロットから（駆我斗路:クワトロ・バジーナ、阿歩吏伊:アポリー・ベイ、鷺辺留斗:ロベルト、江真:エマ・シーン）。

#### 忍者
突忍 芽雫珠（メタス）（女足）
精太の幼馴染で頑駄無軍団のくの一。
『零』での戦いの後、精太と結婚し、嵐丸をもうける。
コミックワールドの最終話では、重傷を負った逞鍛の手当てをした。
璽武駒（ジムコマ）（ジム・コマンド）
農丸の配下の忍者。
雲隠忍者（ジム・スナイパーII）
農丸の配下の忍者。

#### 一般兵
璽武（ジム）（璽武）
頑駄無軍団の雑兵。
璽武通（ジムツー）（璽武通）
頑駄無軍団の銃兵。
暴留（ボール）（暴留）
頑駄無軍団の足軽。
璽武数（ジムカズ）（ジム・カスタム）
頑駄無軍団の雑兵。

#### 馬
疾風号（緒羅四穏）
疾風剣豪精太の愛馬。嵐丸が乗ることもある。
目牙馬頭（メガバズ）（メガバズーカランチャー）
黄金武者百士貴の愛馬。変形して目牙爆通火（メガバズーカ）になる。
荒鷲号
天翔狩人二代目摩亜屈こと衛有吾の愛馬。

#### 兵器
機動武者 烈火大鋼
『新SD戦国伝 七人の超将軍編』より登場。新生闇軍団との戦いの後、天宮の上空を漂っていたが、烈火武者頑駄無の魂と一体化した。
武器は大烈弩銃、大烈刃剣、大烈火拳、旋風の大刀。
BB戦士 No.283。No.130 機動武者大鋼の流用。各武化舞可の武具を装備可能。また装備の一部は烈丸、嵐丸、霧丸に装備させることができる。

### 邪悪武者軍団
カピターン卿（∀ガンダム、六天魔王形態：カロッゾ・ロナ）
邪悪武者軍団の首領。何らかの罪で怒炉凄島に流されていたが、闇邪神の魂に操られて邪悪武者軍団を結成する。戦闘時には六天魔王形態となる。
- コミックワールド - 超機動城塞・亜怒羅巣低阿ごと闇邪神に取り込まれた。
- コミックボンボン - 妖華・螺触麗死悪と一体化するが、武化舞可を発動させた烈丸によって倒された。

#### 四神将

##### 逆伐隊
抜刀武者 逆伐（ギャクバツ） / 武者鋭駆主（エックス）（逆伐：ターンX / ボンボン版鋭駆主：ガンダムダブルエックス / HJ版鋭駆主：クロスボーン・ガンダムX2）
四神将筆頭。その正体は凄丸の父・武者鋭駆主。直属の部下は三軍鬼のみ。
- コミックボンボン版
  - 武者でありながら鬼の血をひく一族の出身。その血に逆らえず心が闇に取り込まれ邪悪武者軍団に走った。凄丸を一族の呪縛から守るために精神力を高める鬼面を授けるなど、我が子の行く末を案じていた。成長した凄丸が自身を超え、呪縛から解放されたことを見届けると息を引き取るが、今生の別れは果たせなかった。しかし、その想いは愛する子へ通じ、以後、凄丸は烈火隊と行動を共にする。

- ホビージャパン版
  - 頑駄無真悪参の直系の子孫。元は天宮を影から守ってきた戦闘集団「刃牙斗衆（バンガードしゅう）」の一員で本名は「斬彌音（ざびーね）」。現在の頭領である衛府弓銃七（エフキュウジュウナナ）とは兄弟弟子で、その腕は衛府弓銃七に勝るとも劣らない。しかし、次期頭領になれなかったことで刃牙斗衆を去り、頑駄無軍団へ参加。実力を認められ雷凰若将軍から武者の称号を得る。亜無覇域夢山での修行中、ヤミの残骸に触れた事で奥底に秘めていた憎悪の念に取り込まれてしまった。烈丸と闇邪神との決戦の際に別の場所にて凄丸と戦い、自身の技のすべてを伝授して倒された。以後、凄丸は彼の鎧を受け継いで武者軍団の一員となる。

刺突者 月（ゲツ）（ターンX+ガンダムX）
逆伐の配下・三軍鬼。常に丁寧語で喋る。四枚の刃がついた槍を使って戦う。
解体者 空（クウ）（ターンX+ガンダムエアマスター）
逆伐の配下・三軍鬼。刃のついたトンファーを使って戦う。
破砕者 豹（ヒョウ）（ターンX+ガンダムレオパルド+ズゴック）
逆伐の配下・三軍鬼。三軍鬼の中で一番大きく、金棒を使う。

##### 勢羅隊
紅拳闘士 勢羅（ゼラ）（ビギナ・ゼラ）
四神将の一人。二輪城塞・吏死邸亜を指揮して烈火大鋼と戦った。ボンボン版では武力一辺倒の単細胞（雷丸からも「力バカ」と言われている）だが、コミックワールド版では正々堂々とした戦いを好む自信家。鋭駆主（逆伐）と同じく刃牙斗衆の一員で、彼を慕っていた。鋭駆主が行方をくらましてからは彼に代わって凄丸の師匠として面倒を見ていたが、所在を知るや邪悪武者軍団に参加、共に戦う。ボンボン版では吏死邸亜に潰されて戦死。コミックワールド版では戦いの後も存命し、凄丸の師匠になった模様。
魏呂須（ギロス）（ベルガ・ギロス（黒の戦隊仕様））
勢羅配下の一人。黒猪部隊の隊長。
蝦流（エビル）（エビル・S）
勢羅配下の一人。
無象（ムゾー）（デナン・ゾン）
勢羅配下の雑兵。

##### 鈴程呼隊
操術士 鈴程呼（ベルティゴ）（ベルティゴ）
四神将の一人。死霊武者軍団を率いる。四肢が指のような形をしている。
- コミックボンボン - 邪覇呼の姉。

銭数（ゼニカズ）（ジェニスカスタム）
鈴程呼配下の一人。死霊武者に鈴兜を被せて鈴程呼が操っている。
接点（セッテン）（セプテム）
鈴程呼配下の一人。死霊武者に鈴兜を被せて鈴程呼が操っている。
導取主（ドートレス）（ドートレス）
鈴程呼配下の一人。死霊武者となった璽武数に鈴兜を被せて鈴程呼が操っている。
銭主（ゼニス）（高雑魚、ジェニス）
鈴程呼配下の雑兵。
導太夫（ドータップ）（ドータップ）
鈴程呼配下の雑兵。死霊武者となった暴留に鈴兜を被せて鈴程呼が操っている。

##### 邪覇呼隊
妖術使い 邪覇呼（ジャバコ）（ジャバコ）
四神将の一人。妖怪軍団を率いる。
- コミックワールド - 闇邪神の仮の姿
- コミックボンボン - 鈴程呼の弟。

射威耽（シャイターン）（シャイターン）
邪覇呼配下の一人。コミックボンボン版では、烈丸と嵐丸の喧嘩のドサクサに巻き込まれて倒されてしまった。
参胴珠（サンドージュ）（サンドージュ）
邪覇呼配下の一人。
昆躰悪（コンティオ）（コンティオ）
邪覇呼配下の一人。サソリの形をしている。コミックボンボン版では、湖に落ちた大鋼の回収部隊を率いた。
斬首（ザンス）（ゾロ+ザンネック）
邪覇呼配下の雑兵。

#### 兵器
波動吏阿（パトゥーリア）（パトゥーリア）
宇宙にいる邪悪武者軍団の兵器。光線の破壊力は山も吹き飛ぶほど強力。
妖華・螺触麗死悪（ラフレシア）（ラフレシア）
カピターン卿の最終兵器。中央部でカピターン卿が操っている。花びらのような部分は分離してファンネルのように飛ばす。
二輪城塞・吏死邸亜（リシテア）（呪導武者+リシテア）
勢羅が乗る城塞。
超機動城塞・亜怒羅巣低阿（アドラステア）（呪導武者+アドラステア）
カピターンの居城、『悪怒羅巣城』の移動時の姿。両端には二輪城塞・吏死邸亜がある。

#### 鉄機武者
からくり武者（プロトΖガンダム）
カピターンが黒幕である刃斬武将軍から授けられた鉄機武者。隠丸と雷丸によって半壊され自爆した。

### 闇の軍団
闇邪神
『武化舞可編』に登場。コミックワールド版では、超機動城塞・亜怒羅巣邸阿ごとカピターンを取り込んだ。
コミックボンボン版では、號刀を除く武化舞可の鎧と交魂（キャッチボール）を吸収して甦ったが、猛打将 烈丸の一撃により鎧を奪い返されたことで体を失い、烈火頑駄無大将軍によって封じ込められた。

### 鉄機武者軍団
刃斬武将軍（バーザム） / 逞鍛（ティターン）（刃斬武将軍：バーザム改、マスクコマンダー / 逞鍛：武者摩亜屈、ガンダムMk-II (ティターンズ仕様)）
カピターンの死後現れた闇の武者。その正体は摩亜屈の弟・逞鍛。機械工学に通じており、斎造を初め数多くの鉄機武者を作り上げた。
- コミックワールド - 闇皇帝との戦いの後、闇に取りつかれ頑駄無軍団を裏切る。終盤ではヤミの攻撃から斎造を庇い、重傷を負うが一命を取り留めた。
- コミックボンボン - 兄の死に対する悲しみから抜け出せず、鉄機武者による感情のない世界を創るために闇と密約を結んだ。最期は摩亜屈の形見である二刀を衛有吾に託した後、摩亜屈と同じように闇邪神に対して自爆して散っていった。

BB戦士では摩亜屈の組替えと塗装により再現可能。

#### 鉄機武者
量産型鉄機武者鋼王（鋼丸）
鋼丸をモデルとして作り上げた量産機。
量産型鉄機武者爆王（爆進丸）
爆進丸をモデルとして作り上げた量産機。
鉄機武者 砕虎魔亜屈（サイコマークツー）（武者砕虎魔亜屈）
斎胡を改良して作られた鉄機武者。
- コミックワールド - 量産機として大量に登場。
- コミックボンボン - 斎造を軸に改造して造られた。

BB戦士では斎胡の組替えにより再現可能。

#### 配下
魔羅斎（マラサイ）（マラサイ）
刃斬武将軍の技術参謀。ボンボン版のみ登場。背中に電撃を発生させる波流斗＜バリュート＞（バリュート）を装備している。
尖裏三兄弟（とんがりさんきょうだい） 反斧羅尾（ハンブラビ） / 貧斧羅尾（ヒンブラビ） / 粉斧羅尾（フンブラビ）（ハンブラビ）
刃斬武将軍の手下の三兄弟。ボンボン版のみ登場。海ヘビを象った暗鬼とかなり硬度な石頭が武器。かつて鉄機武者に助けられた経緯があり、鉄機武者との共存を望んでいたが、終盤で刃斬武将軍との野望の食い違いから組織を裏切り、烈丸の仲間になる。
鉄機武者軍団一般兵（アッシマー）
鉄機武者軍団の雑兵。ボンボン版に登場。

### 零のみの登場人物

#### 頑駄無軍団

##### 大将軍家
光凰 / 光凰姫将軍（新凰頑駄無）
頑駄無斎の第一子。『武神輝羅鋼編』に登場した新凰頑駄無の鎧に酷似したものを纏っている。当初は男と思われていたが実は姫であった。武者頑駄無シリーズにおいて初めて大将軍を継いだ女性。
後に烈火頑駄無と結婚。『零』における烈丸の母。見分け方は弟より瞳が大きい点。
雷凰 / 雷凰若将軍（二代目頑駄無大将軍）
頑駄無斎の息子で次期大将軍。光凰の双子の弟。見分け方は姉より瞳が小さい点。
最終決戦時に「光の力」によって雷凰若将軍へと覚醒。その姿はかつての二代目頑駄無大将軍に瓜二つであった。そもそも「雷凰」は二代目頑駄無大将軍の幼名と同じ名である。
後に武化舞可を纏い雷凰頑駄無大将軍となるが直後に生死不明に
烈凰武将 頑駄無斎（鳳凰頑駄無）
頑駄無国頭領。遮光により暗殺される。『SDガンダムフォース』に登場した武者頑駄無爆心丸の「爆心の鎧」に酷似した甲冑「爆神の鎧」を纏っているが、爆心丸との直接的な関係は明示されないままであった。
本編への登場予定がなかったため当初デザインが作成されていなかったが、『零』の担当者や読者からの要望によりデザイン化が実現し、最終話で登場することになった。
烈丸
烈火と光凰の子供。母親が異なる事もあり、コミックボンボン版とはキャラが別物。

#### その他
武者真悪参（マークスリー） / 騎士ガンダム（武者真悪参）（武者真悪参：武者真悪参 騎士ガンダム：騎士ガンダム）
『武者七人衆編』、『SDガンダム外伝 ジークジオン編』より登場。かつて旧七人衆に匹敵する実力を持ったとされる古の武者。自らの力を過信した結果、秘宝・白銀の盾と銀狼剣を強奪し頑駄無軍団を抜けたが、直後に落雷の直撃を受け天宮より消失。異世界の地スダドアカ・ワールドに飛ばされた。その際に善の心と悪の心が分裂し、騎士ガンダムとサタンガンダムになっている。その後紆余曲折を経て両者は再び融合し、善悪を超越した神のごとき存在（スペリオルドラゴン）へと昇華し、以後スダドアカ・ワールドを守り続けていた。
『武者烈伝・零 銀狼の章』では、天宮に残した遠い子孫にあたる鋭駆主がかつて自ら犯した過ちと同じ過ちを繰り返させないために、スペリオルドラゴンは正義の心を具現化した騎士ガンダムの姿で未来の天宮に再臨し、鋭駆主と対峙した。その際、かつての名である武者頑駄無真悪参と名乗っている。戦いに決着がつくと、鋭駆主に彼の心を邪な者から護るという白銀の鎧を与え、再び上空へと去っていった。
旧作に登場した騎士ガンダムをもとに、俗に「烈伝体型」と呼ばれる『武者烈伝』のフォーマットでリファインしたもの。他のキャラクター達が旧作品キャラのリメイクでありながら、それぞれの子孫であるのに対し、この騎士ガンダムは異世界の神となったかつての騎士ガンダムその人である。電磁スピア等のBB戦士でもおなじみの武器に加え、ファミコンソフト『SDガンダム外伝 ナイトガンダム物語』に登場した「ムービガン」等の攻撃魔法呪文も駆使して戦った。
BB戦士化はされなかったが、ホビージャパンからレジンキットが100体限定で発売され、その後SDXの第一弾として騎士ガンダム（列伝版）という商品名で発売された。

#### 時隠軍団
武神将軍 殺駆頭 / 将頑駄無 殺駆頭（ザクト）（殺駆頭：殺駆頭+アクト・ザク） / 将頑駄無 殺駆頭：殺駆頭+将頑駄無+ディジェ）
時隠国をまとめあげた殺駆一族頭領。遮光に謀殺されたと思われていた。親交のあった頑駄無斎より将武装を託され将頑駄無となった。
古殺駆（コザク）（ザクI（ランバ・ラル専用機））
殺駆三兄弟長男。先祖同様、間抜けな部分が目立つが、時穏の国の武将だけあって実はその腕はなかなかのもの。
今殺駆（コンザク）（後期量産型ザクII）
殺駆三兄弟次男。左利き。例によって三兄弟揃って必殺奥義「西瓜烈斬」の使い手。
新殺駆（シンザク）（新殺駆）
殺駆三兄弟三男。三兄弟の中では彼のみ旧作とモチーフが同一。
剣豪武将 漣飛威（サザビー）（漣飛威）
堂我衆頭領であり、殺駆頭亡き後の時隠の国国主代行。高潔にして仁義に篤い好漢。烈火武者頑駄無の親友であり、殺駆頭亡き後の時隠を治めていた。流派「堂我無念流」。武器「伽昴（キャスバル）」（刀）。先祖同様、自分で抜く事は出来ないので「飛来撃（ファンネル）」さん達に抜いてもらう。
玖辺麗三姉妹（キュベレイ）（玖辺麗：玖辺麗 / 玖辺鈴：キュベレイMk-II・プル機 / 玖辺玲：キュベレイMk-II・プルツー機）
時穏くの一軍の三姉妹。名前は「れい」の漢字によって違う。
悪沈兵 我坐（ガザ）（ガザC）
悪沈一族雑兵。個々の力量はそれほど高くはないが、非常に統率の取れた軍団を形成する。刃守蛇阿薙刀（バスターナギナタ）による槍衾は鉄壁の防御を誇る。
術士 璽悪（ジオ）（璽悪）
巨忍軍団軍団長。時穏の国最大の術士。異国の学問にも精通しており、妖術さえ使いこなす。表面上は漣飛威に忠誠を誓っているが、内心では時穏の国の国主になろうと画策、野望実現のために遮光と手を組む。本人は遮光を利用していたつもりだったが、実は自分が利用されていた。正体は、滅殺荒（メッサーラ）（メッサーラ）という策と術のみに長けた男。術によって生み出した罪滅（ザメル）の鎧（ザメル）によって体力、火力を大幅に増強している。
鋼鉄忍者 璽御愚（ジオング）（璽御愚）
武者忍軍団頭領。不死身の忍者マスター。漣飛威の数少ない良き理解者であり、常に行動を共にする義に篤い男。下忍の家系であったが、厳しい修行の末に軍団長にまで上り詰めた。実は本体は頭部だけであり、鉄機忍者 我捨（ガッシャ）（ガッシャ）、鉄機忍者 彌黒（ビグロ）（ビグロ）の二人の鉄機忍者と合体している。合体形態では、防御力重視の鉄仮面モードから、頭部を前後させることで移動力・攻撃力重視のモードへとチェンジ出来る。さらに、頭部、胴体部（我捨）、脚部（彌黒）、さらに我捨から分離した腕部の五方向からの一斉攻撃で敵を殲滅する。

#### 闇の軍団
呪術師 遮光（シャッコー） / 闇邪神 吏偶遮光（やみじゃしん リグシャッコー）（遮光）
異国から来た呪術師。頑駄無斎と殺駆頭を謀殺し、闇皇帝復活を企む。封魔の石版の力で闇邪神吏偶遮光となり、摩亜屈を倒して闇皇帝を復活させるが、雷凰によって倒された。
しかし肉体の一部は邪骸となって活動を再開、鋭駆主を闇に取り込み、後に後具を取り込んだ邪覇呼となりカピターン卿に近づいた。
『新SD戦国伝 七人の超将軍編』の遮光との関係は不明。
闇皇帝（やみこうてい）
遮光が甦らせた闇の化身。

### 頑駄無 異歩流武../十四（GUNDAM EVOLVE EVOLVE../14）の登場人物
頑駄無 / 頑駄無大将軍（ガンダム）（声：檜山修之）（頑駄無）
『頑駄無 異歩流武../十四』に登場。光の巻物と愛刀「武久丸」により、頑駄無大将軍になる。お調子者だが、不屈の闘志を持つ熱血漢。烈火武者頑駄無とは別人。
魔殺駆 / 覇道武者魔殺駆（マザク）（声：水内清光）（魔殺駆）
『頑駄無 異歩流武../十四』に登場。頑駄無軍から光の巻物を奪い、頑駄無の愛刀「武久丸」を狙っている。覇道変化の術を唱えることで覇道武者魔殺駆に変化する。
頑助（ガンダム）（声：渡辺久美子）
『頑駄無 異歩流武../十四』に登場。何となく姿が烈丸に似ている。
精之進（Ζガンダム）（声：小島幸子）
『頑駄無 異歩流武../十四』に登場。忍者のような姿をしている。妹がいるらしい。
時武千代（ジム）（声：大浦冬華）
『頑駄無 異歩流武../十四』に登場。巫女のような姿をしている。
荒五郎（荒五郎）
『武者頑駄無大将軍 威歩流舞版』(ボンボンで読み切りとして掲載されたマンガオリジナルストーリーで、『風林火山編』の前日談にあたる。ただし、旧作とは様々な部分で大幅に設定が異なる)に登場。武者頑駄無の修行を申し込んだ少年時代の頃の武者荒烈駆主。その後、荒烈駆主に改名し、『SD戦国伝 風林火山編』や『SD戦国伝 天下統一編』で大活躍する。

辻斬り（リ・ガズィ）
『武者頑駄無大将軍 威歩流舞版』に登場。頑駄無に斬りついてきた。実は家が貧乏なため自分の息子に食べさせるご飯が無かったため、仕方なく辻斬りを選んだが頑駄無により改心した。
武羅宇舞炉（ブラウ・ブロ）
『武者頑駄無大将軍 威歩流舞版』に登場。殺駆三兄弟の乗る機動要塞。オールレンジ攻撃を行う。

## 地名・建築物
新頑駄無城（頑駄無城）
頑駄無軍団の居城。邪悪武者軍団によって半壊されてしまったが、後に新天地城に再建された。
新天地城（天地城）
頑駄無軍団の新居城。右隣には烈火大鋼が置かれている。砕虚魔亜屈によって崩壊された。
黒守暴穏島
流刑地として使われていた孤島。

## 用語
邪悪武者軍団
『武化舞可編』に登場。カピターン卿が率いる武者軍団。それぞれ、逆伐隊、勢羅隊、鈴程呼隊、邪覇呼隊の4つの部隊で仕切られている。
モチーフは、逆伐隊がムーンレイス、革命軍、勢羅隊がクロスボーン・バンガード、鈴程呼隊が新連邦軍、邪覇呼隊がザンスカール帝国（主にガッダール隊とモトラッド艦隊）。
鉄機武者軍団
『武化舞可編』に登場。刃斬武将軍こと逞鍛が率いる武者軍団。呼んで字の如く、鉄機武者を戦力としている。
モチーフはティターンズ。
ヤミ
『武化舞可編』に登場。逞鍛の心の闇につけ込み、取り付いていた。全シリーズの闇皇帝、闇魔神などを生み出す全ての元凶にして結晶鳳凰の対極の存在。
ヤミと光は対になっているものであり、一方のみ存在しようとすると世界の均衡が崩れるので、双方の力の均衡化の為に互いの力を制御する者が必要不可欠となる。
ちなみに「闇」と漢字で表記するのは間違いで、カタカナで表記するのが正しい。
心無（ココロム）
コミックボンボン版での設定。邪悪武者軍団員の成仏できない魂。生前の彼らと異なり、基本的に無害。